# Wladimir Dmitrijewitsch Bontsch-Brujewitsch
Wladimir Dmitrijewitsch Bontsch-Brujewitsch (russisch Владимир Дмитриевич Бонч-Бруевич, wiss. Transliteration Vladimir Dmitrievič Bonč-Bruevič; * 28. Juni 1873 in Moskau; † 14. Juli 1955 ebenda) war ein russischer Revolutionär, Bolschewik, Staatsmann, Ethnograph, Historiker und Publizist.
Er war der persönliche Sekretär und Vertraute Wladimir Iljitsch Lenins und Bruder von General Michail Dmitrijewitsch Bontsch-Brujewitsch.

## Leben

### Bis 1916
Bontsch-Brujewitsch studierte am Landvermessungsinstitut in Moskau und absolvierte die Landvermessungsschule in Kursk bis 1892.
1895 wurde Bontsch-Brujewitsch Mitglied der sozialdemokratischen Moskauer Arbeitergewerkschaft.
1896 emigrierte er nach Zürich.
An der Universität Zürich studierte er Geschichte und Fragen des religiösen Sektierertums.
In Zürich stellte Bontsch-Brujewitsch Kontakte zur Gruppe Befreiung der Arbeit her.
Er organisierte den Transport von revolutionärer Literatur und Druckmaschinen nach Russland.
Nachdem er Lenin getroffen hatte, arbeitete er mit diesem zusammen an der Herausgabe der Zeitung Iskra und anderer Zeitungen.
Der 2. Kongress der Sozialdemokratische Arbeiterpartei Russlands 1903 führte zur Spaltung der Partei in Menschewiki und Bolschewiki.
Bontsch-Brujewitsch entschied sich für die Bolschewiki (russisch РСДРП(б) ‚SDAPR(B)‘).
1905 war er an der Vorbereitung des 3. Kongresses der SDAPR(B) beteiligt.
Von 1905 bis 1907 nahm er in Petersburg an den revolutionären Kämpfen teil.

### 1917-1920, Februar- und Oktoberrevolution
Bontsch-Brujewitsch nahm aktiv an der Februarrevolution 1917 teil. Am 27. Februar 1917 wurde er zum Abgeordneten des Petrograder Sowjets gewählt. Er war Mitglied der bolschewistischen Fraktion und Mitglied des Exekutivkomitees des Petrograder Sowjets.
Am Abend des 27. Februar besetzte Bontsch-Brujewitsch mit Hilfe einer Abteilung von Soldaten und polnischen Revolutionären die Druckerei der Zeitung russisch Газета-копейка ‚Kopeika‘. Hier organisierte er den Druck der Zeitung Iswestija für die Deputierten der Petrograder Arbeiter- und Soldatenräte. Er selbst war Mitglied der Redaktion der Zeitung.
Bontsch-Brujewitsch war Autor der Apelle: An das Volk!, An die Soldaten!, Lasst keine Raubüberfälle zu!. Diese erschienen am 28. Februar in der 1. Ausgabe der Iswestija. In deren Anhang erschien das Manifest des Zentralkomitees der SDAPR(B) An alle Bürger Russlands.
Bontsch-Brujewitsch war auch Autor des Artikels vom 17. April Was wollen sie?. In diesem Artikel setzte er sich für das Ende der Verfolgung Lenins und der anderen in die Schweiz emigrierten Bolschewiken und für deren Rückkehr nach Russland ein.
Als der Petrograder Sowjet im Mai die Provisorische Regierung bei der Fortsetzung des Krieges unterstützte, verließ Bontsch-Brujewitsch die Redaktion der Iswestija. Er organisierte im Verlag russisch Жизнь и знание ‚Leben und Wissen‘ die Veröffentlichung von Lenins Buch Der Imperialismus als höchstes Stadium des Kapitalismus.
Vom 29. Juni bis 4. Juli 1917 befand sich Lenin in Bontsch-Brujewitschs Datsche in Neuvola. Es fanden Parteiversammlungen statt und Bontsch-Brujewitsch und Lenin bereiteten Lenins Buch Politische Parteien in Russland und die Aufgaben des Proletariats zur Veröffentlichung vor.
Im August 1917 befahl der Ministerpräsident der Provisorischen Regierung Alexander Fjodorowitsch Kerenski, Bontsch-Brujewitsch zu verhaften. Daraufhin tauchte Bontsch-Brujewitsch unter und begann auf Anweisung des Zentralkomitees der SDAPR(B) einen bewaffneten Aufstand vorzubereiten. Anfang Oktober organisierte er den Verlag Iswestija des Petrograder Sowjets und gab eine kommunistische Abendzeitung heraus.
In den Tagen der Oktoberrevolution war er bis März 1918 Kommandant des Taurischen Palais und organisierte den Schutz des Smolny-Instituts, Tagungs- und Versammlungsorte des Petrograder Sowjets und des Rates der Volkskommissare der RSFSR. Er war Mitglied des russisch Комитет революционной обороны Петрограда Revolutionären Verteidigungskomitees von Petrograd und Vorsitzender des Komitees für den Kampf gegen Sabotage und Konterrevolution (Tscheka). Die letztere Funktion übernahm ab Dezember 1917 Feliks Dzierżyński.
Bontsch-Brujewitsch war Leiter der technischen Organisation des Verlags des Petrograder Sowjets Iswestija. Als solcher führte er im Morgengrauen des 25. Oktober 1917 auf Anweisung des Petrograder Militärrevolutionären Komitees die Zensur in der Redaktion der Iswestija ein: Die Veröffentlichung von Befehlen aus dem Hauptquartier des Petrograder Militärbezirks und der Provisorischen Regierung wurde verboten.
Am 25. Oktober mittags veröffentlichte er in der Zeitung russisch Рабочий и солдат ‚Arbeiter und Soldat‘ einen Aufruf des militärisch-revolutionären Komitees von Petrograd An die Bürger Russlands! und gab ihn dann als separate Broschüre heraus.
Am Abend des 28. Oktober 1917 organisierte er die Lieferung von Waffen und Granaten nach Pulkowo, wo die Arbeiter und Soldaten auf Seiten der Bolschewiki gegen Truppen der Provisorischen Regierung Kerenskis unter Führung von Generalmajor Pjotr Nikolajewitsch Krasnow kämpften.
Von November 1917 bis Oktober 1920 war er Organisator für Angelegenheiten des Rates der Volkskommissare. Von Anfang Dezember 1917 bis März 1918 leitete er das Komitee zur Bekämpfung von Pogromen und nahm an Operationen zu ihrer Unterdrückung und zur Unterdrückung von Widerstandszentren gegen die Sowjetmacht teil. Am 14. Dezember 1917 war Bontsch-Brujewitsch einer der Führer der Verstaatlichung von Privatbanken.
Er war einer der Organisatoren der bewaffneten Gruppen, die am 5. Januar 1918 die Demonstrationen zur Verteidigung der Konstituierenden Versammlung unterdrückten. Im März 1918 organisierte er den Transfer der Sowjetregierung nach Moskau und dessen Schutz.
Bontsch-Brujewitsch war zusammen mit Lenin und Nikolai Petrowitsch Gorbunow Autor des Dekretes Über den Kampf gegen Antisemitismus und gegen Juden gerichtete Pogrome vom 25. Juli 1918.
Bontsch-Brujewitsch war Vorsitzender des Komitees für den Bau von Sanitärkontrollpunkten an allen Bahnhöfen in Moskau.
Er leitete das Sonderkomitee für die Wiederherstellung der Wasserversorgung und Kanalisation in Moskau.

### Nach der Oktoberrevolution
Bontsch-Brujewitsch leitete und organisierte von 1920 bis 1929 die experimentelle Landwirtschaft im Sowchos Lesnye Poljany bei Moskau, die der Versorgung der Parteifunktionäre diente.
1918 wurde Bontsch-Brujewitsch zum ordentlichen Mitglied der Sozialistischen Akademie der Sozialwissenschaften gewählt. In den folgenden Jahren widmete er sich der wissenschaftlichen Arbeit. Bontsch-Brujewitsch ist Autor zahlreicher Bücher und Aufsätze zur Geschichte der revolutionären Bewegung in Russland, zur Geschichte der Religion und des Atheismus, des Sektierertums, der Ethnographie und der Literatur.
1925 wurde er zum Mitglied der Kommission für die Organisation der wissenschaftlichen Veröffentlichung der gesammelten Werke von Lew Nikolajewitsch Tolstoi ernannt. Von 1927 bis 1838 war er Mitglied der staatlichen Redaktionskommission und Leiter der Redaktion der Veröffentlichung der vollständigen gesammelten Werke von Tolstoi. 1928 wurde er Leiter des Akademischen Rates des Staatlichen Lew-Tolstoi-Museums in Jasnaja Poljana und von 1935 bis 1937 war er dessen Direktor.
In den Jahren 1929 und 1930 reiste Bontsch-Brujewitsch zweimal im Auftrag des Volkskommissariats für Bildung nach Deutschland und in die Tschechoslowakei, um in Archiven an russischen Manuskripten und alten russischen Ausgaben zu arbeiten.
Von 1933 bis 1939 leitete Bontsch-Brujewitsch als Direktor das Staatliche Literaturmuseum in Moskau. Von 1945 bis 1955 war er Direktor des Museums für Religions- und Atheismusgeschichte der Akademie der Wissenschaften der UdSSR in Leningrad.
1954, ein Jahr vor seinem Tod im Alter von 82 Jahren, wurde er zum Vorsitzenden der Koordinierungskommission für wissenschaftliche atheistische Propaganda unter dem Präsidium der Akademie der Wissenschaften der UdSSR ernannt.

## Publizistische Tätigkeit
Bereits seit seiner Emigration nach Zürich 1896 war Bontsch-Brujewitsch im Verlagswesen tätig. Von 1900 bis 1903 arbeitete er an der Herausgabe der Iskra mit. Von 1903 bis 1905 organisierte er in Genf die Zentralbibliothek und die Archive des Zentralkomitees der SDAPR.
1904 war er an der Gründung der Zeitung Wperjod beteiligt.
Bontsch-Brujewitsch arbeitete mit an der Herausgabe der Zeitungen Nowaja Schisn (Neues Leben), Wolna (Die Welle), Echo und der Zeitschrift Nascha Mysl (Unsere Idee). Bontsch-Brujewitsch organisierte eine Reihe bolschewistischer Buchverlage.
Von 1910 bis 1914 war er Mitarbeiter der bolschewistischen Wochenzeitung Swesda und seit 1912 der Prawda und der Zeitschrift Prosweschtschenie (Aufklärung). Von 1908 bis 1918 leitete er den Kultur- und Bildungsverlag Schisn i Snanije (Leben und Wissen) in Petersburg. 1917 war er an der Gründung der Iswestija beteiligt und war bis Mai 1917 Mitglied ihrer Redaktion. Er war Herausgeber der Zeitung Rabotschi i Soldat (Arbeiter und Soldat). Bontsch-Brujewitsch arbeitete im Verlag Kommunist und bei der Nachrichtenagentur ROSTA mit.

## Auszeichnungen und Ehrungen
Bontsch-Brujewitsch wurde 1954 mit dem Leninorden ausgezeichnet.

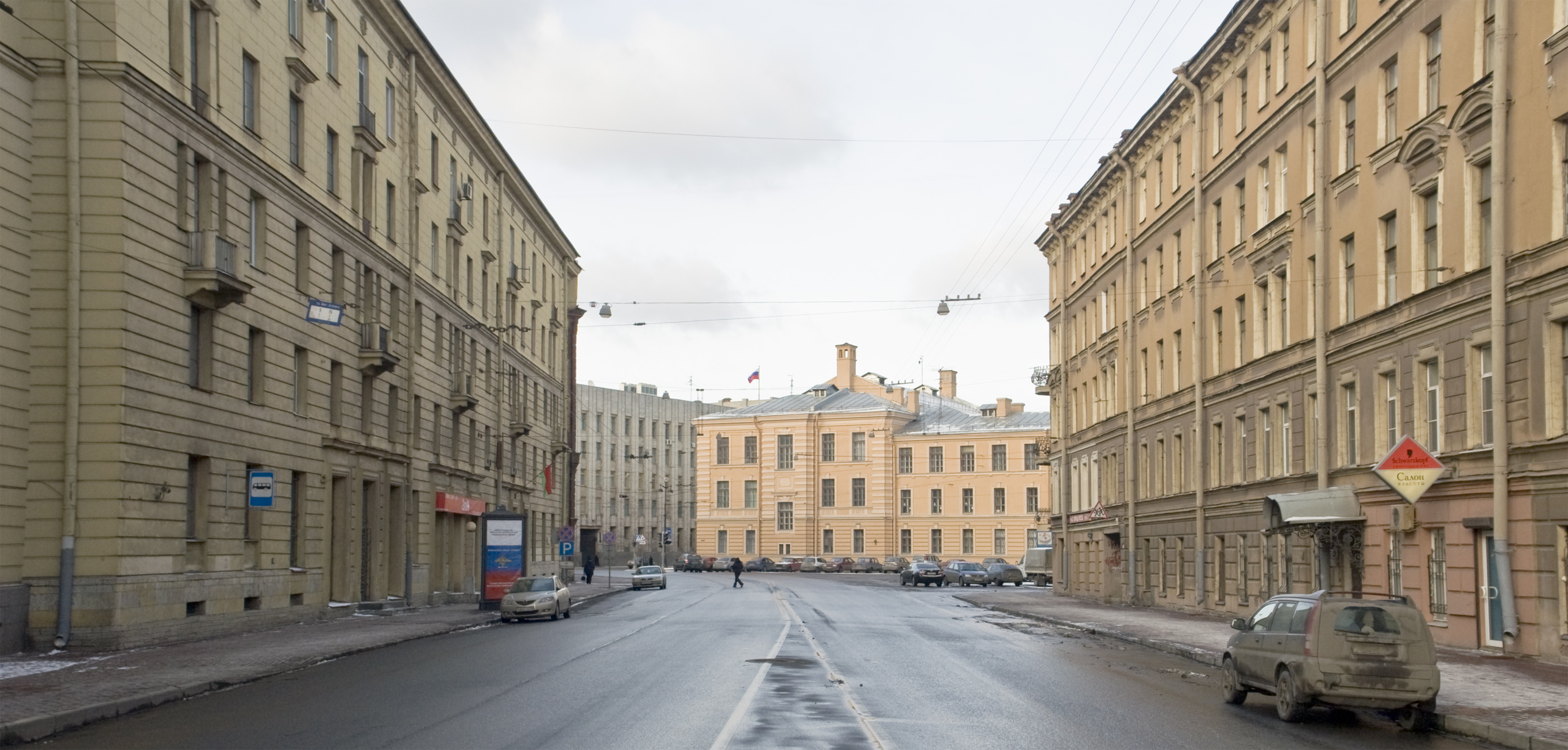
Bontsch-Brujewitsch-Straße, Sankt Petersburg

Nach Bontsch-Brujewitsch wurden mehrere Straßen benannt, darunter:
- in Sankt Petersburg⊙
- in Kaszjukowitschy, Belarus⊙
- in Horliwka, Oblast Donezk, Ukraine⊙

## Forschungsinteressen und Ansichten
Bontsch-Brujewitsch interessierte sich besonders für religiöses Sektierertum verschiedenster Richtungen.
Er schrieb Bücher über die Geschichte der revolutionären Bewegung in Russland, die Geschichte der Religion und des Atheismus, das religiöse Sektierertum, die Ethnographie und die Literatur.

## Familie
Bontsch-Brujewitsch stammte aus der Familie Bontsch-Brujewitsch, die aus dem Großfürstentum Litauen kam. Sein Vater war der Landvermesser Dmitri Afanasjewitsch Bontsch-Brujewitsch (1840–1904) aus dem Gouvernement Mogiljow. Seine Mutter hieß Maria Sergejewna. Der General Michail Dmitrijewitsch Bontsch-Brujewitsch war sein Bruder.
Bontsch-Brujewitsch war verheiratet mit Wera Michailowna Welitschkina (* 20. September 1868 in Moskau; † 30. September 1918 ebenda). Seine Frau war Schriftstellerin, Übersetzerin, Ärztin, Bolschewikin und Parteiführerin. Sie war die Tochter eines Priesters.
Das Ehepaar hatte die Tochter Jelena Wladimirowna Bontsch-Brujewitsch (1904–1985). Sie war ebenfalls Ärztin und Mutter des Physikers Wiktor Leopoldowitsch Bontsch-Brujewitsch.
Bontsch-Brujewitsch und seine Frau Wera waren mit Lenin und dessen Frau Nadeschda Konstantinowna Krupskaja befreundet. Wera war die Ärztin Lenins. Bontsch-Brujewitsch entging den Säuberungen unter Josef Stalin. Seine Tochter Jelena dagegen wurde 1937 ins Arbeitslager verschleppt. Ihr Mann Leopold Leonidowitsch Awerbach, selbst ein glühender Stalinist, wurde im selben Jahr von den Stalinisten erschossen. Bontsch-Brujewitsch suchte viele Jahre nach seiner Tochter und wandte sich vergeblich mit Gnadengesuchen an Stalin und dessen Geheimdienstchef Lawrenti Beria. Erst 1943 wurde Jelena auf Bewährung frei gelassen.
Nach dem Tod seiner ersten Frau 1918 heiratete Bontsch-Brujewitsch Anna Semjonowna Tinker (1886–1956).

## Schriften

### Deutsche Übersetzungen
- Auf Kampfposten in der Revolution. Erinnerungen u. Schriften, Berlin: Dietz, 1983 DNB 881241105
- Was können die Gewerkschaften? Reportage aus dem Zentralrat der Gewerkschaften der UdSSR. Verlag Profisdat, Moskau 1981, DNB 900821949.
- Ein Überfall auf Lenin im Jahre 1919: Persönliche Erinnerungen, Deutscher Staatsverlag, 1932, online, russisch

### Russische Bücher, neue Ausgaben
- Разъяснение жизни христиан: и Был у нас, христиан, сиротский дом ... (deutsch: Erklärung des Lebens der Christen: wir Christen hatten ein Waisenhaus ...), Book on Demand Ltd., 2019, ISBN 978-5-458-34140-0.
- Знамение времени: Убийство Андрея Ющинского и дело Бейлиса (deutsch: Zeichen der Zeit: Die Ermordung von Andrei Juschtschinski und der Fall Beilis), Book on Demand Ltd., 2019, ISBN 978-5-4241-1611-7 online
- Материалы к истории и изучению русского сектантства и раскола: Выпуск 1 (deutsch: Materialien zur Geschichte und zum Studium des russischen Sektierertums und Schismas: Ausgabe 1), Book on Demand Ltd., 2019, ISBN 978-5-4241-7006-5 online
- Материалы к истории и изучению русского сектантства и старорообрядчества: Выпуск 4 Новый Израиль (deutsch: Materialien zur Geschichte und zum Studium des russischen Sektierertums und der Altgläubigen: Ausgabe 4. Neues Israel), Book on Demand Ltd., 2019, ISBN 978-5-4241-9283-8.
- Ленин и дети (deutsch: Lenin und die Kinder), 1975, online
- Назарены в Венгрии и Сербии (deutsch: Nazarener in Ungarn und Serbien), 1901.
- Смерть и похороны Владимира Ильича: (По личным воспоминаниям). (deutsch: Tod und Beerdigung von Wladimir Iljitsch: Basierend auf persönlichen Erinnerungen), 1925